# إنغريد لاسي
إنغريد لاسي (بالإنجليزية: Ingrid Lacey)‏ هي ممثلة بريطانية، ولدت في 6 نوفمبر 1958 في المملكة المتحدة.

## وصلات خارجية
- إنغريد لاسي على موقع IMDb (الإنجليزية)